# Vârful Scorota, Masivul Piule-Iorgovanul
Vârful Scorota, Masivul Piule-Iorgovanul este cel de-al doilea vârf montan în altitudine al Masivului Piule-Iorgovanul, având 2.080 m.